# Alexandru Lupescu (general)
Alexandru Lupescu (n. 24 februarie 1865, Botoșani – d. 1934) a fost general de divizie, subșef de Stat Major în Marele Cartier General, politician, senator de drept, ministru al Instrucțiunii Publice, primar al sectorului de Galben al capitalei, șef al Marelui Stat Major român.
| Portal icon | Portal România în Primul Război Mondial |

| Portal icon | Portal Istorie |